# 任友群
任友群（1969年4月—），男，江苏苏州人，中共党员，中华人民共和国政治人物、学者。现任中国共产党山东大学委员会书记。

## 生平
1991年起任华东师范大学计算中心教师，后任教育科学学院课程与教学系硕士生导师（2003），教育技术系博士生导师（2010）。1995年11月至2001年，历任中国共产主义青年团华东师范大学委员会副书记、书记。期间指导校辩论队，人才学院。
2001年3月至2009年，历任华东师大党委办公室副主任，华东师大校长助理，并先后兼任信息化办公室主任、闵行校区管委会办公室主任、教师教育改革推进委员会办公室副主任、孟宪承书院副院长、联合国教科文组织"亚太地区教育创新为发展服务计划" (UNESCO-APEID) 联系中心主任等职。
2009年7月至2018年8月任华东师范大学副校长。2012年6月，升任中共华东师范大学党委副书记。
2016年3月至2018年于江西省上饶市挂职，任中共上饶市委常委、市政府副市长、党组成员。
2018年8月起任教育部教师工作司司长。2024年1月，转任中共山东大学党委书记。